# Синофобија и антиазијско расположење у пандемији ковид 19
Синофобија и антиазијско расположење у пандемији ковид 19 почела је да се шири на глобалном нивоу  од када се вирус Сарс Ков-2 проширио светом. О томе постоје бројна сведочења  кинеских држављана  или било кога који изгледа као Азијат, широм света (највише на Западу) али  и у Азији и друштвима у којима Кинези чине већину становништва.

## Предуслови
Након што се пандемија ковида 19,  први пут пријавила у граду Вухану, Хубеи, Кина, у децембру 2019. године, довела је до пораста синофобије, као и предрасуда, ксенофобије, дискриминације, насиља и расизма према људи источноазијског и југоисточног азијског порекла широм света. Са ширењем пандемије и формирањем жаришта, попут оних у Азији, Европи и Америци, јавља се све већи број пријављивања дискриминације људи из ових жаришта.
На местима где су Азијати видљива мањина, попут Европе, Сједињених Америчких Држава и Аустралије, синофобија је подстакнута површним стереотипима да су Кинези прљави и нецивилизовани. У том контексту у овим срединама Кинези се, на пример, често називају „вирусима“, а азијска мањина је физички малтретирана у јавности или је на мети расистичких тирада и напада.
Иста врста коментара појавила се и у самој Азији, у којој је тамошња антикинеска реторика попримила дубљи и можда ксенофобичнији тон, из  страх да ће Кинези са копна надмашити и заразити локално становништво.
У Сингапуру и Малезији, стотине хиљада људи потписало је онлајн петиције позивајући на потпуну забрану уласка Кинеза у њихове земље – а владе обе земље су увеле неку врсту забране уласка.
У Јапану, неки су Кинезе називали „биотерористима“, док су се теорије завере о томе да Кинези заразе локално становништво, посебно муслимане, прошириле на Индонезију и друга места.
Према наводима професор Доналд Ло, хонгконшки академик који проучава кинеску јавну политику поводом синофобије изјавио је.„На Западу се Кина доживљава као далека и забита, а синофобија тамо настаје због недовољног знања. „Али у Азији и југоисточној Азији, она настаје због превише доброг познавања.

## Позадина
У прошлости су многе болести добијале имена по географским локацијама, попут блискоисточног респираторног синдрома и вируса Зика, али је 2015. године Светска здравствена организација увела препоруке за избегавање ове праксе, како би се смањила стигма. У складу са овом политиком, СЗО је препоручила званични назив „ковид 19“ у фебруару 2020. године.
У раном извештавању о епидемији, неки извори вести повезивали су вирус са Кином на начин који је допринео стигми. Часопис Натуре је касније објавио извињење за ову врсту извештавања. Међутим, чак и након што је већина политичара прешла на избегавање стигматизирајућег језика када се говори о вирусу, мањина је и дање то наставила.
Након прогресије избијања епидемије у новим жаришним земљама, људи из Италије (прва земља у Европи која је доживела озбиљнију епидемију ковида19) су такође били изложени сумњи и синофобији, као и људи из жаришта у другим земљама. 
Дискриминација муслимана у Индији је ескалирала је након што су јавне здравствене власти идентификовале окупљање групе исламских мисионара  у Њу Делхију почетком марта 2020. као извор ширења епидемије. 
Крајем априла 2020. у Паризу су избили немири због полицијског третмана маргинализованих етничких група током тадашње изолације.
Расизам и ксенофобија према становницима јужне и југоисточне Азије порасли су у арапским државама Персијског залива.
ЛГБТ  заједницу Јужне Кореје неки су окривили за ширење ковида 19 у Сеулу.
У Кини су неки људи афричког порекла исељени из својих домова јер им је из њихових земаља речено да напусте Кину у року од 24 сата, због дезинформација да они и други странци шире вирус. Овакав облик расизам и ксенофобије критиковали су неке стране владе, дипломатски кор и кинески амбасадор у Зимбабвеу.
Чак иу претежно етничким кинеским друштвима, као што су Хонгконг и Сингапур, дошло је до пораста антикопнених осећања, делимично захваљујући дугогодишњим тензијама око кинеске имиграције и утицаја Пекинга.

## Одговор на синофобију и антиазијско расположњење
Канадски премијер Јустин Тридо осудио је расизам према кинеским Канађанима док је присуствовао фестивалу Лунарне Нове године у Торонту 29. јануара 2020. године. Исто тако, Џон Тори, градоначелник Торонта, осудио је синофобију према кинеским Канађанима, због извештаја о све већој стигми са којом се та заједница суочава.
Комитет за хитне случајеве Светске здравствене организације је 30. јануара 2020.  године издао саопштење у којем саветује свим земљама да имају на уму „принципе члана 3 ИХР-а (Међународни здравствени прописи)“, за које СЗО каже да представља упозорење против „акција које промовишу стигма или дискриминација“, приликом спровођења националних мера као одговор на епидемију.
Као одговор на појачано избијање вируса у Италији, због чега је кинеска заједница затворила предузећа због расистичких напада, председник Серђо Матарела је 6. фебруара 2020. изненада посетио основну школу у Риму у којој су скоро половина ђака Кинези., и у њој рекао „Пријатељство и мир су фундаментални и ви то знате.“
Онлајн петиција под називом We zijn geen virussen!  („Ми нисмо вируси“ покренут је у Холандији 8. фебруара 2020. у знак протеста против расизма према холандским Кинезима и другим становницима азијског порекла, који је првог дана прикупио преко више од 57.600 потписа до краја месеца.
Дана 27. фебруара 2020. Високи комесар за људска права Мишел Бачелет позвала је на солидарност са људима азијског порекла који су подложни таквој дискриминацији.
Више од две стотине група за грађанска права у Сједињеним Америчким Државама је 14. марта 2020. захтевало да Представнички дом и руководство Сената јавно осуде растућу количину антиазијског расизма у вези са пандемијом и предузму „опипљиве кораке за сузбијање хистерије“ око корона вирус, нудећи усвајање заједничке резолуције која осуђује расизам и ксенофобију.
Заједнички пројекат Азијско-пацифичког савета за политику и планирање, Кинеза за афирмативну акцију и Одсек за азијско-америчке студије Универзитета у Сан Франциску, покренуо је веб страницу 20. марта 2020., подстичући извештавање о узнемиравању, дискриминацији и нетрпељивости у вези са коронавирусом.
У Сједињеним Државама, Лига за борбу против клевете, ФБИ и бивши председнички кандидат САД од демократа 2020. Ендру Јанг такође су истакли да је вирус довео до повећаног броја инцидената антисемитизма.
Државни тужилац Њујорка Летиција Џејмс покренула је телефонску линију за Њујорчане да пријаве злочине из мржње и дискриминацију усред избијања корона вируса.
Као одговор на скандал око антиафричке дискриминације, покрајинске власти у кинеској провинцији Гуангдонг успоставиле су телефонску линију за стране држављане и изнеле мере које обесхрабрују предузећа и куће за изнајмљивање у Гуангџоуу да одбијају људе на основу расе или националности.
Као одговор на све већу дискриминацију азијских Американаца, покрет Блацк Ливес Маттер осудио је расизам против Американаца азијског порекла преко Твитера.
Године 2020, Red Hong Yi , малезијска уметница, креирала је и објавила серију од 10 уметничких дела преко своје Инстаграм странице под називом  "#IAMNOTAVIRUS" на којима су приказани портрети бројних азијских личности из намирница као што је матха. лишће које је пронашла у својој кући током закључавања.[533] Као одговор на злочине из мржње против Азије који су се повећали током пандемије коронавируса, она је описала важност „залагања за свакога без обзира на боју коже“.
У јуну 2021. године, Градско веће Ауроре, Колорадо, пристало је да искористи градска средства за снабдевање азијских становника сигурносним комплетима и обезбеди обуку ААПИ (азијско-амерички пацифички острвљани) за полицајце Ауроре. Ово долази усред недавне одлуке градског већа да одбије предлог Статуе мира у Аурори. Као одговор на то што је предлог статуе поражен, градско особље је у писму написало да су „Меморијали привукли широк спектар реакција заједнице, укључујући мирне и антагонистичке догађаје слободе говора, вандализам, мржњу према Азијатима и правне радње које захтевају уклањање“, и да „на основу ових информација Одељење за паркове, рекреацију и отворени простор верује да постављање споменика на имању у власништву града није компатибилна употреба.“
Дана 8. септембра 2021, истраживање које су објавили Мандиант и Гугл открило је да је мрежа хиљада лажних налога на друштвеним мрежама на десетинама платформи друштвених медија, укључујући Фејсбук, Твитер и Јутјуб, повезана са кинеском владом и покушава да изазове протесте у Сједињене Државе против анти-азијско-америчког расположења и против навода да је Кина произвела САРС-КоВ-2, вирус који изазива ковид 19.